# Daniel Camargo
Daniel Camargo (Sorocaba, settembre 1991) è un ballerino brasiliano.

## Biografia
Nato e cresciuto a Sorocaba, Daniel Camargo ha cominciato a studiare danza classica a nove anni e a dieci è stato ammesso alla scuola del Teatro Guaíra di Curitiba. A dodici anni ha partecipato al Youth America Grand Prix, classificandosi secondo sia nell'edizione del 2003 che del 2004. Ha ottenuto così una borsa di studio per la John Cranko Schule di Stoccarda, dove ha studiato sia il metodo Vaganova che lo stile francese.
Nel 2009, dopo essersi diplomato, si è unito al corps de ballet del balletto di Stoccarda, dove è stato promosso al rango di solista nel 2012 e di primo ballerino nel 2013. Nel 2016 ha lasciato Stoccarda per unirsi all'Het Nationale Ballet in veste di primo ballerino. Nelle due compagnie ha danzato coreografie di John Cranko, Hans van Manen, Jerome Robbins, Glen Tetley, Aleksej Ratmanskij, Wayne McGregor e Jorma Elo. Nel 2018 e nel 2019 è stato candidato al Prix Benois de La Danse.
Nel 2019 ha lasciato l'Het Nationale Ballet per dedicarsi alla carriera da freelance e ha danzato in alcune delle maggiori compagnie al mondo, tra cui il Royal Ballet, il Balletto Mariinskij, l'Hong Kong Ballet e il Teatro dell'Opera di Roma. Nel giugno e luglio 2022 ha danzato come étoile ospite con l'American Ballet Theatre alla Metropolitan Opera House, danzando i ruoli di Romeo nel Romeo e Giulietta di MacMillan, Basilio nel Don Chisciotte di McKenzie, Siegfried ne Il lago dei cigni di McKenzie e Dioniso in occasione della prima di Of Love and Rage. Al termine della stagione è stato proclamato primo ballerino dell'American Ballet Theatre.